# Ivan Lomnyckyj
Ivan Lomnyckyj, cyrilicí Іван Ломницький, byl rakouský řeckokatolický duchovní a politik rusínské (ukrajinské) národnosti z Haliče, během revolučního roku 1848 poslanec Říšského sněmu.

## Biografie
Roku 1849 se uvádí jako Johann Lomnicky, řeckokatolický farář v obci Javora.
Během revolučního roku 1848 se zapojil do veřejného dění. Ve volbách roku 1848 byl zvolen i na ústavodárný Říšský sněm. Zastupoval volební obvod Turka. Tehdy se uváděl coby farář a děkan. Náležel ke sněmovní pravici. Patřil mezi ukrajinské poslance.